# Jabloňov
Ne doit pas être confondu avec Jablonov.
Jabloňov (en allemand : Jablonau) est une commune du district de Žďár nad Sázavou, dans la région de Vysočina, en République tchèque. Sa population s'élevait à 345 habitants en 2020.

## Géographie
Jabloňov se trouve à 6,5 km au sud-est du centre de Velké Meziříčí, à 28,5 km au sud-sud-est de Žďár nad Sázavou, à 37 km à l'est-sud-est de Jihlava et à 147 km au sud-est de Prague.
La commune est limitée par Velké Meziříčí et Březejc au nord, par Ruda à l'est, par Tasov au sud, et par Dolní Heřmanice à l'ouest.

## Histoire
La première mention écrite de la localité date de 1361.

## Transports
Par la route, Jabloňov se trouve à 7 km de Velké Meziříčí, à 36,5 km de Žďár nad Sázavou, à 42 km de Jihlava et à 162 km de Prague.
Le territoire de Jabloňov est traversé du nord-ouest au sud-est par l'autoroute D1 ; l'échangeur le plus proche se trouve dans la commune voisine de Ruda.